# Мужская сборная России по волейболу на чемпионате Европы 2007
Сборная России по волейболу перед началом чемпионата Европы 2007 года являлась одним из его фаворитов. Владимир Алекно пригласил в команду как опытных, так и молодых, но уже успевших проявить себя в играх за сборную игроков. Сборная России виделась многими специалистами командой без слабых мест: традиционно сильными элементами являются игра в атаке и на блоке, целая группа игроков обладает мощной подачей, основным связующим сборной вновь стал опытнейший Вадим Хамутцких, в игре на приёме - один из сильнейших либеро мира Алексей Вербов.

## Состав сборной
В заявке сборной России на чемпионат были названы 12 игроков. 
| №  | Игрок             | Амплуа       | Дата рождения    | Рост | Клуб                          |
| -- | ----------------- | ------------ | ---------------- | ---- | ----------------------------- |
| 2  | Семён Полтавский  | диагональный | 8 февраля 1981   | 205  | «Динамо» (Москва)             |
| 3  | Александр Косарев | доигровщик   | 30 сентября 1977 | 203  | «Динамо-Таттрансгаз» (Казань) |
| 4  | Павел Круглов     | диагональный | 17 сентября 1985 | 204  | «Динамо» (Москва)             |
| 5  | Павел Абрамов     | доигровщик   | 23 апреля 1979   | 198  | «Искра» (Одинцово)            |
| 6  | Сергей Гранкин    | связующий    | 21 января 1985   | 195  | «Динамо» (Москва)             |
| 8  | Сергей Тетюхин    | доигровщик   | 23 сентября 1975 | 197  | «Динамо-Таттрансгаз» (Казань) |
| 9  | Вадим Хамутцких   | связующий    | 26 ноября 1969   | 196  | «Факел» (Новый Уренгой)       |
| 10 | Юрий Бережко      | доигровщик   | 27 января 1984   | 193  | «Динамо» (Москва)             |
| 13 | Алексей Остапенко | блокирующий  | 26 мая 1986      | 208  | «Динамо» (Москва)             |
| 15 | Александр Волков  | блокирующий  | 14 февраля 1985  | 210  | «Динамо» (Москва)             |
| 16 | Алексей Вербов    | либеро       | 31 января 1982   | 185  | «Искра» (Одинцово)            |
| 18 | Алексей Кулешов   | блокирующий  | 24 февраля 1979  | 206  | «Искра» (Одинцово)            |

Главный тренер: Владимир Алекно

## Матчи сборной

### Первый этап
| 6 сентября 2007, 17:30 | \| Бельгия \| 0 : 3 \| Россия \| \| Кристоф Хохо (12) Джо Ван Декрэн (2) Кристоф Ван Готем (3) Франк Депестель (6) Вутер Верхелст (8) Гер Ван Валле (9) Мануэль Каллеберт (л) Джимии Пренен (0) Маттийс Верханнеман (0) Кристоф Ван Де Плас (0) \| Голы \| Семён Полтавский (9) Александр Косарев (5) Вадим Хамутцких (2) Юрий Бережко (6) Александр Волков (8) Алексей Кулешов (9) Алексей Вербов (л) Павел Абрамов (5) Сергей Тетюхин (2) Павел Круглов (0) Сергей Гранкин (0) Алексей Остапенко (0) \| | Дворец спорта: Олимпийский, Москва Зрителей: 7600 Судьи: Чук, Байчи |
| Счёт по партиям − 17:25, 20:25, 22:25. Набранные очки − 59:75 (атака − 32:30; блок − 5:11; подача − 3:5, ошибки соперника − 19:29). Время матча − 1 час 13 минут.                                           | | |
| Бельгия | 0 : 3 | Россия |
| Кристоф Хохо (12) Джо Ван Декрэн (2) Кристоф Ван Готем (3) Франк Депестель (6) Вутер Верхелст (8) Гер Ван Валле (9) Мануэль Каллеберт (л) Джимии Пренен (0) Маттийс Верханнеман (0) Кристоф Ван Де Плас (0) | Голы | Семён Полтавский (9) Александр Косарев (5) Вадим Хамутцких (2) Юрий Бережко (6) Александр Волков (8) Алексей Кулешов (9) Алексей Вербов (л) Павел Абрамов (5) Сергей Тетюхин (2) Павел Круглов (0) Сергей Гранкин (0) Алексей Остапенко (0) |

| 7 сентября 2007, 20:00 | \| Россия \| 3 : 0 \| Турция \| \| Семён Полтавский (11) Павел Абрамов (14) Сергей Тетюхин (4) Вадим Хамутцких (3) Александр Волков (3) Алексей Кулешов (7) Алексей Вербов (л) Павел Круглов (2) Алексей Остапенко (1) Сергей Гранкин (2) \| Голы \| Ахмет Точоглу (3) Синан Джем (1) Волкан Гюч (16) Гекан Онер (2) Фатих Улусой (3) Улаш Кыяк (2) Нури Сахин (л) Барыш Оздемир (4) Джан Айвазоглу (0) \| | Дворец спорта: Олимпийский, Москва Зрителей: 8400 Судьи: Нешер, Деренкур                                                                           |
| Счёт по партиям − 25:20, 25:17, 25:18. Набранные очки − 75:55 (атака − 33:27; блок − 11:3; подача − 6:1, ошибки соперника − 25:24). Время матча − 1 час 13 минут.                                      | | |
| Россия | 3 : 0 | Турция |
| Семён Полтавский (11) Павел Абрамов (14) Сергей Тетюхин (4) Вадим Хамутцких (3) Александр Волков (3) Алексей Кулешов (7) Алексей Вербов (л) Павел Круглов (2) Алексей Остапенко (1) Сергей Гранкин (2) | Голы | Ахмет Точоглу (3) Синан Джем (1) Волкан Гюч (16) Гекан Онер (2) Фатих Улусой (3) Улаш Кыяк (2) Нури Сахин (л) Барыш Оздемир (4) Джан Айвазоглу (0) |

| 9 сентября 2007, 20:00 | \| Россия \| 3 : 0 \| Польша \| \| Семён Полтавский (12) Александр Косарев (9) Сергей Тетюхин (11) Вадим Хамутцких (2) Александр Волков (11) Алексей Кулешов (9) Алексей Вербов (л) Павел Круглов (0) Алексей Остапенко (1) Юрий Бережко (0) \| Голы \| Лукаш Каджевич (4) Павел Загумны (1) Михал Винярски (9) Даниэль Плински (6) Гжегож Шимански (14) Себастьян Свидерски (2) Пётр Гацек (л) Михал Бакевич (0) Роберт Прыгель (1) Войцех Гжиб (1) \| | Дворец спорта: Олимпийский, Москва Зрителей: 9400 Судьи: Кончник, Лодерус |
| Счёт по партиям − 25:22, 25:23, 25:14. Набранные очки − 75:59 (атака − 42:29; блок − 11:7; подача − 2:2, ошибки соперника − 20:21). Время матча − 1 час 15 минут.                                         | | |
| Россия | 3 : 0 | Польша |
| Семён Полтавский (12) Александр Косарев (9) Сергей Тетюхин (11) Вадим Хамутцких (2) Александр Волков (11) Алексей Кулешов (9) Алексей Вербов (л) Павел Круглов (0) Алексей Остапенко (1) Юрий Бережко (0) | Голы | Лукаш Каджевич (4) Павел Загумны (1) Михал Винярски (9) Даниэль Плински (6) Гжегож Шимански (14) Себастьян Свидерски (2) Пётр Гацек (л) Михал Бакевич (0) Роберт Прыгель (1) Войцех Гжиб (1) |

### Второй этап
| 11 сентября 2007, 20:00 | \| Россия \| 3 : 0 \| Болгария \| \| Семён Полтавский (20) Павел Абрамов (15) Вадим Хамутцких (2) Юрий Бережко (7) Александр Волков (3) Алексей Кулешов (8) Алексей Вербов (л) Павел Круглов (0) Алексей Остапенко (0) \| Голы \| Пламен Константинов (6) Николай Николов (6) Данаил Милушев (0) Матей Казийски (14) Красимир Гайдарски (5) Андрей Жеков (0) Теодор Салпаров (л) Иван Станев (0) Методи Ананиев (5) Боян Йорданов (6) Костадин Стойков (0) \| | Дворец спорта: Олимпийский, Москва Зрителей: 8800 Судьи: Деренкур, Байчи |
| Счёт по партиям − 25:22, 25:18, 25:21. Набранные очки − 75:61 (атака − 43:32; блок − 5:5; подача − 7:5, ошибки соперника − 20:19). Время матча − 1 час 17 минут.                  | | |
| Россия | 3 : 0 | Болгария |
| Семён Полтавский (20) Павел Абрамов (15) Вадим Хамутцких (2) Юрий Бережко (7) Александр Волков (3) Алексей Кулешов (8) Алексей Вербов (л) Павел Круглов (0) Алексей Остапенко (0) | Голы | Пламен Константинов (6) Николай Николов (6) Данаил Милушев (0) Матей Казийски (14) Красимир Гайдарски (5) Андрей Жеков (0) Теодор Салпаров (л) Иван Станев (0) Методи Ананиев (5) Боян Йорданов (6) Костадин Стойков (0) |

| 12 сентября 2007, 20:00 | \| Россия \| 3 : 2 \| Италия \| \| Семён Полтавский (23) Павел Абрамов (10) Юрий Бережко (14) Вадим Хамутцких (3) Александр Волков (13) Алексей Кулешов (7) Алексей Вербов (л) Александр Косарев (3) Павел Круглов (1) Сергей Тетюхин (1) Алексей Остапенко (5) \| Голы \| Алессандро Папарони (15) Лука Тенкати (9) Алессандро Феи (4) Альберто Чизолла (22) Луиджи Мастранджело (8) Валерио Вермильо (1) Алессандро Фарина (л) Джордано Маттера (0) Лоренцо Пераццоло (13) Андреа Сала (0) \| | Дворец спорта: Олимпийский, Москва Зрителей: 8700 Судьи: Нешер, Кончник |
| Счёт по партиям − 25:21, 25:15, 20:25, 19:25, 15:10. Набранные очки − 104:96 (атака − 57:52; блок − 12:13; подача − 11:7, ошибки соперника − 24:24). Время матча − 1 час 45 минут.                                           | | |
| Россия | 3 : 2 | Италия |
| Семён Полтавский (23) Павел Абрамов (10) Юрий Бережко (14) Вадим Хамутцких (3) Александр Волков (13) Алексей Кулешов (7) Алексей Вербов (л) Александр Косарев (3) Павел Круглов (1) Сергей Тетюхин (1) Алексей Остапенко (5) | Голы | Алессандро Папарони (15) Лука Тенкати (9) Алессандро Феи (4) Альберто Чизолла (22) Луиджи Мастранджело (8) Валерио Вермильо (1) Алессандро Фарина (л) Джордано Маттера (0) Лоренцо Пераццоло (13) Андреа Сала (0) |

| 13 сентября 2007, 20:00 | \| Россия \| 3 : 2 \| Финляндия \| \| Семён Полтавский (10) Александр Косарев (0) Сергей Тетюхин (5) Вадим Хамутцких (2) Алексей Остапенко (15) Алексей Кулешов (2) Алексей Вербов (л) Павел Круглов (6) Павел Абрамов (14) Александр Волков (7) Сергей Гранкин (0) Юрий Бережко (9) \| Голы \| Микко Эско (2) Томас Саммельвуо (13) Олли Куннари (15) Микко Ойванен (14) Константин Шумов (9) Матти Ойванен (9) Тапио Кангасниеми (л) Олли Симо-Пекка (0) Матти Хейтанен (3) Антти Силтала (2) Урпо Сивула (1) \| | Дворец спорта: Олимпийский, Москва Зрителей: 8200 Судьи: Байчи, Чук |
| Счёт по партиям − 22:25, 28:26, 22:25, 25:16, 15:8. Набранные очки − 112:100 (атака − 47:54; блок − 8:7; подача − 15:7, ошибки соперника − 42:32). Время матча − 1 час 54 минуты.                                                              | | |
| Россия | 3 : 2 | Финляндия |
| Семён Полтавский (10) Александр Косарев (0) Сергей Тетюхин (5) Вадим Хамутцких (2) Алексей Остапенко (15) Алексей Кулешов (2) Алексей Вербов (л) Павел Круглов (6) Павел Абрамов (14) Александр Волков (7) Сергей Гранкин (0) Юрий Бережко (9) | Голы | Микко Эско (2) Томас Саммельвуо (13) Олли Куннари (15) Микко Ойванен (14) Константин Шумов (9) Матти Ойванен (9) Тапио Кангасниеми (л) Олли Симо-Пекка (0) Матти Хейтанен (3) Антти Силтала (2) Урпо Сивула (1) |

### Полуфинал
| 15 сентября 2007, 20:10 | \| Россия \| 3 : 0 \| Сербия \| \| Семён Полтавский (22) Александр Косарев (10) Сергей Тетюхин (9) Вадим Хамутцких (0) Александр Волков (13) Алексей Кулешов (6) Алексей Вербов (л) Павел Круглов (0) Алексей Остапенко (0) \| Голы \| Боян Янич (15) Слободан Бошкан (8) Никола Грбич (1) Андрия Герич (5) Иван Милькович (8) Марко Подрашчанин (3) Марко Самарджич (л) Драган Станкович (1) Никола Ковачевич (3) Милош Никич (0) \| | Дворец спорта: Олимпийский, Москва Зрителей: 9200 Судьи: Лодерус, Байчи |
| Счёт по партиям − 27:25, 25:22, 25:15. Набранные очки − 77:62 (атака − 40:38; блок − 13:4; подача − 8:2, ошибки соперника − 16:18). Время матча − 1 час 17 минут.                        | | |
| Россия | 3 : 0 | Сербия |
| Семён Полтавский (22) Александр Косарев (10) Сергей Тетюхин (9) Вадим Хамутцких (0) Александр Волков (13) Алексей Кулешов (6) Алексей Вербов (л) Павел Круглов (0) Алексей Остапенко (0) | Голы | Боян Янич (15) Слободан Бошкан (8) Никола Грбич (1) Андрия Герич (5) Иван Милькович (8) Марко Подрашчанин (3) Марко Самарджич (л) Драган Станкович (1) Никола Ковачевич (3) Милош Никич (0) |

### Финал
| 16 сентября 2007, 18:00 | \| Испания \| 3 : 2 \| Россия \| \| Мигель Анхель Фаласка (4) Гильермо Фаласка (30) Хосе Луис Мольто (11) Хулиан Гарсия-Торрес (5) Энрике Де Ла Фуэнте (9) Исраэль Родригес (19) Хосе Луис Лобато (л) Гильермо Эрнан (0) Рафаэль Паскуаль (1) \| Голы \| Семён Полтавский (19) Александр Косарев (14) Сергей Тетюхин (0) Вадим Хамутцких (1) Александр Волков (10) Алексей Кулешов (14) Алексей Вербов (л) Павел Абрамов (0) Юрий Бережко (15) Алексей Остапенко (3) Павел Круглов (0). \| | Дворец спорта: Олимпийский, Москва Зрителей: 9200 Судьи: Кончник, Лодерус |
| Счёт по партиям − 25:18, 20:25, 25:23, 24:26, 30:28, 16:14. Набранные очки − 115:111 (атака − 64:55; блок − 12:13; подача − 3:8, ошибки соперника − 36:35). Время матча − 2 часа 7 минут.                 | | |
| Испания | 3 : 2 | Россия |
| Мигель Анхель Фаласка (4) Гильермо Фаласка (30) Хосе Луис Мольто (11) Хулиан Гарсия-Торрес (5) Энрике Де Ла Фуэнте (9) Исраэль Родригес (19) Хосе Луис Лобато (л) Гильермо Эрнан (0) Рафаэль Паскуаль (1) | Голы | Семён Полтавский (19) Александр Косарев (14) Сергей Тетюхин (0) Вадим Хамутцких (1) Александр Волков (10) Алексей Кулешов (14) Алексей Вербов (л) Павел Абрамов (0) Юрий Бережко (15) Алексей Остапенко (3) Павел Круглов (0). |